# Pabellón de la Secesión
El Pabellón de exposiciones de la Secesión vienesa, llamado normalmente la Secesión, fue erigido por Joseph Maria Olbrich entre 1897 y 1898, y constituye uno de los más importantes edificios construidos en el estilo Secesión vienesa o modernismo vienés (llamado localmente Jugendstil).

## Historia
La construcción fue sufragada en gran parte por los artistas, mientras que el ayuntamiento vienés ofreció el solar de forma gratuita, según se dice tras conversación privada entre Josef Engelhart y el alcalde Karl Lueger. Para la ciudad, la construcción del edificio debería haber sido acompañada de la regulación del río Viena y la reforma de la Karlsplatz, pero el plan no se completó, y finalmente se abrió una avenida entre la Karlskirche y el Pabellón de la Secesión.

## Descripción
En el plano formal, el Pabellón toma un elemento de la Karlskirche: la cúpula dorada en forma de hojarasca, hecha de bronce dorado, llamada popularmente «el repollo» (Krauthappel).
Bajo la cúpula se lee en letras también doradas el lema de la Secesión: «Der Zeit ihre Kunst, der Kunst ihre Freiheit» (‘A cada tiempo su arte, al arte su libertad’), del escritor y crítico de arte judeohúngaro Ludwig Hevesi. A la izquierda de la entrada se encuentra un segundo lema: «Ver Sacrum» (‘Primavera sagrada’), que expresa la esperanza en un nuevo florecimiento del arte y fue el título de una revista del movimiento de la Secesión.
El edificio se alza sobre columnas de cemento de ocho metros de profundidad, que se hunden en el arroyo Ottakringer, corriente subterránea que confluye en el río Viena no lejos de allí.
Gustav Klimt, como presidente del movimiento, ejerció una gran influencia en atemperar los exuberantes planos iniciales de Olbrich. Su Friso de Beethoven (1902), inicialmente una creación temporal para una exposición de la Secesión, se exhibe hoy en día de forma permanente en la planta baja. Las puertas de bronce de la entrada fueron diseñadas por Georg Klimt, hermano de Gustav.
A la derecha del edificio se encuentra una estatua de bronce de Marco Antonio, obra de Arthur Strasser. El general romano se muestra en ella como un ser perezoso y decadente, quizá en referencia al ambiente de Fin de siècle.

## Galería
|                    |
| Vista del edificio |

|         |
| Fachada |

|                                                |
| Grupo de Marco Antonio (Arthur Strasser, 1899) |